# Палакион (крепость)
Палакион (греч. Παλάκιον), согласно Страбону — скифская крепость в степях Крыма. Информация о крепости содержится в надписи на могильном камне жителя Херсонеса, который погиб в битве у стен Палакиона, произошедшей, возможно, в ходе Диофантовых войн.

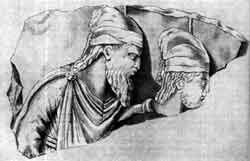
Царь Скилур и Палак. Барельеф из Неаполя Скифского.

Страбон предполагает, что Палакион, Хабон и Скифский Неаполис были названы в честь сыновей скифского правителя Скилура (Палака, в случае Палакиона):
В Херсонесе есть также укрепления, которые построил Скилур и его сыновья. Эти укрепления — Палакий, Хаб и Неаполь — служили им опорными пунктами против полководцев Митридата.Страбон. География, VII, 4.3.
Пьер Симон Паллас, а за ним — археолог И. П. Бларамберг и другие исследователи, связывали название Балаклавы с Палакионом, но этому нет никаких исторических свидетельств.